# Áreas protegidas de Tanzania

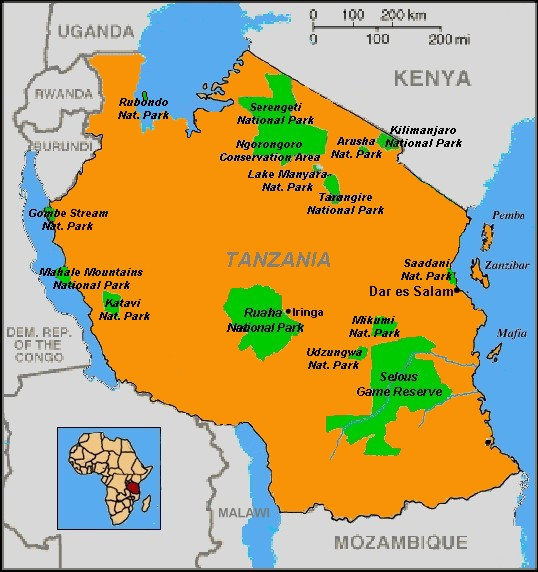
Parques nacionales de Tanzania y Reserva de caza de Selous

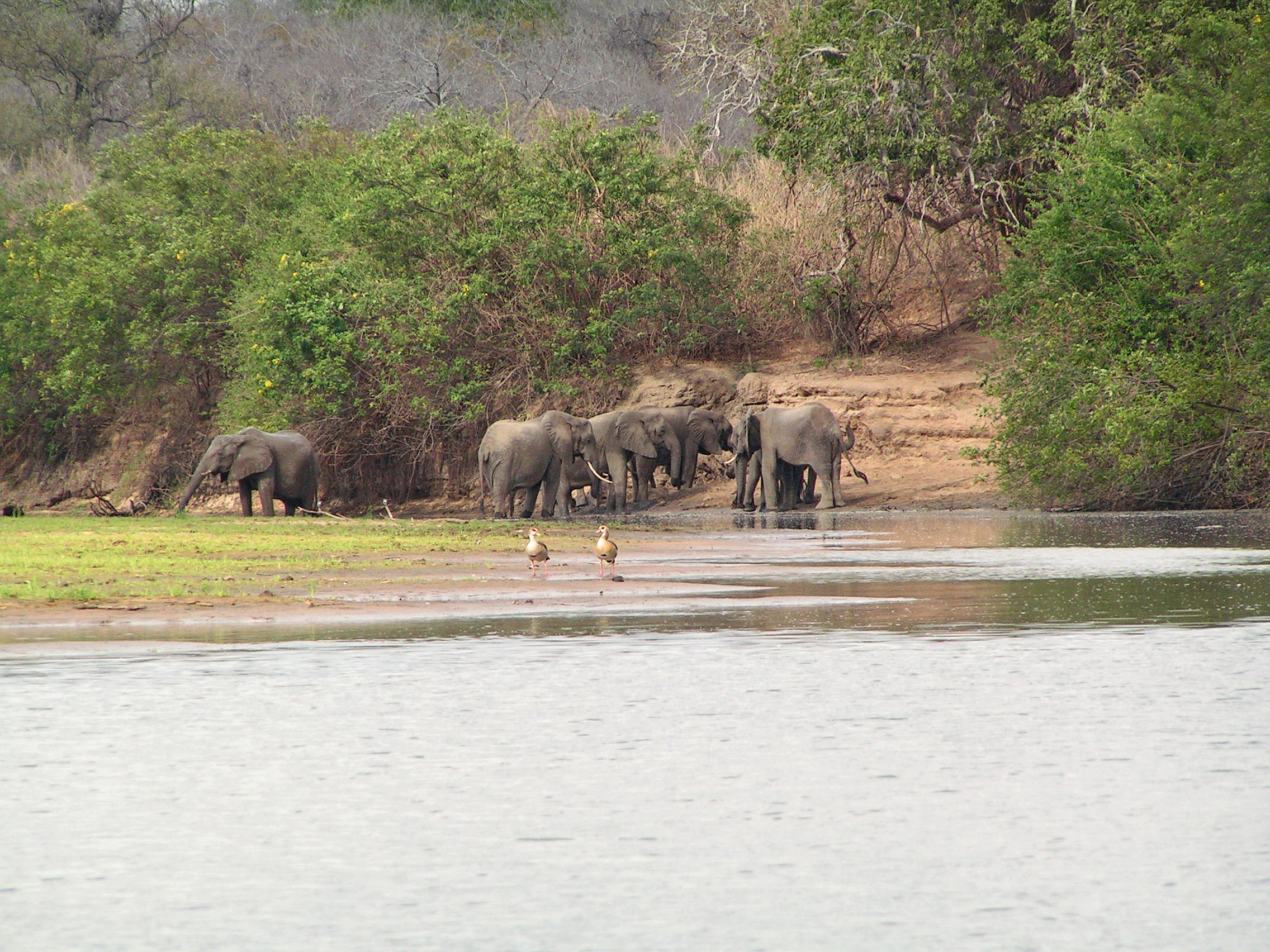
Elefantes en Selous

Según la IUCN, en Tanzania, en 2025, hay 867 áreas protegidas, que ocupan 375 849 km², el 39,95 % de la superficie total del país, 940 689 km², y 5 576 km² de áreas marinas, el 2.31 % de la superficie marina total que corresponde a Tanzania, 241 134 km², pero se han hecho grandes esfuerzos para alcanzar el 20 % de las zonas costeras.
De estas áreas protegidas, 23 son parques nacionales, 19 son reservas de caza, otras 19 son áreas de caza regulada, 1 es una reserva de la naturaleza, 1 es un santuario y reserva forestal cerrada, 24 son zonas abiertas, 4 son áreas de conservación, 2 son parques marinos, 2 son reservas marinas, 13 son áreas de gestión de la vida salvaje, 19 son reservas forestales naturales, 30 son reservas forestales de tierras comunales y 676 son reservas forestales.
Reconocidos internacionalmente, hay 3 reservas de la biosfera de la UNESCO, 4 sitios patrimonio de la humanidad y 4 sitios Ramsar.

## Parques nacionales

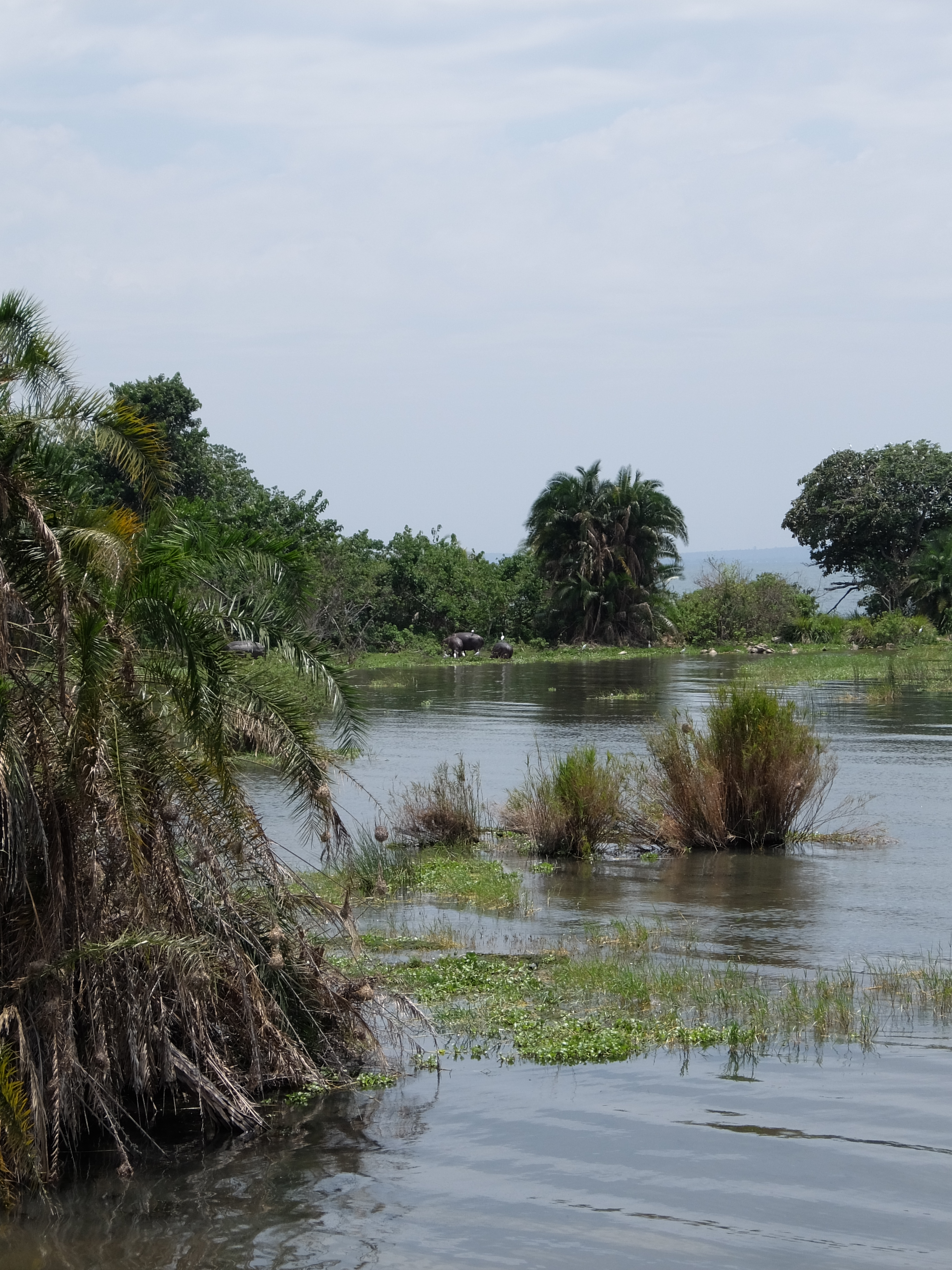
Hipopótamos en el Parque nacional de la Isla Rubondo, que, junto con la isla Saanane, son los dos únicos parques nacionales dentro del lago Victoria.

- Parque nacional de la Isla Rubondo, 211 km²
- Parque nacional de la Bahía Jozani Chwaka, 50 km²
- Parque nacional de la Isla Saanane, 2,2 km². El parque más pequeño de Tanzania se encuentra en una isla del lago Victoria. Fue establecido como zoo en 1964, y en 1991 se convirtió en reserva de caza, antes de convertirse en parque nacional en 2013, con la inclusión de la isla Chankende, tres islotes y una zona del lago. Su nombre deriva del antiguo propietario, Saanane Chawandi. Se halla a unos 15-20 minutos en barco desde la ciudad de Mwanza. Muchos de los animales fueron llevados en ferri entre 1964 y 1966. En este pequeño espacio hay elefantes, impalas, elands, monos verdes, búfalos, cebras, etc.
- Parque nacional de los Montes Udzungwa, 2 089 km²
- Parque nacional de Mikumi, 3 234 km²
- Parque nacional de Tarangire, 2 615 km²
- Parque nacional del Lago Manyara, 648,7 km², de los que 262 km² son parte del lago.[5]
- Parque nacional de Mkomazi, 3 245 km²
- Parque nacional de Saadani, 1 062 km²
- Parque nacional Ruaha, 20 226 km², antílopes, 550 especies de aves.[6]
- Parque nacional Arusha, 137 km²
- Parque nacional de los Montes Mahale, 1 650 km²
- Parque nacional de Kitulo, 465 km², meseta de Kitulo.
- Parque nacional Serengueti, 14 000 km²
- Parque nacional de Katavi, 4 207 km²
- Parque nacional del Kilimanjaro, 1 832 km²
- Parque nacional Gombe Stream, 34,4 km²
- Parque nacional de Kigosi, 9 261 km2. Establecido en 2019, fue degradado en 2024 a Reserva forestal nacional. Forma parte del complejo de humedales Moyowosi/Malagarasi, el más grande de África Oriental, en un área drenada por siete ríos de caudal lento: Malagarasi, Moyowosi, Nikonga, Ugalla, Kigosi, Nikonga y Gombe, que dan lugar a un terreno pantanoso de 92 000 km2 en una zona con precipitaciones de 1000 a 1 500 mm anuales. Toda la región es sitio Ramsar. Kigosi está formada por bosques de miombo en un paisaje de llanuras abiertas y fascinantes afloramientos rocosos. El río Moyowosi separa Kigosi de su vecina, la Reserva de Caza Moyowosi.[7]
- Parque nacional de Ugalla, 3 865 km2. En la región de Tabora. Al oeste de la reserva de caza del río Ugalla, entre las áreas de Tabora y Rukwa. Es una meseta que conecta por el oeste don las colinas de Masito. Posee unos pocos y empinados valles. Se creó en 1965 como reserva de caza y, en 2019, una parte se designó como parque nacional, rodeado por la Reserva de caza de Ipole y las reservas forestales de Ngongwa, Iyonga, Mpembapazi y Hulu Hill. El ancho río Ugullu va formando meandros por una amplia llanura de inundación llena de vida salvaje. En época seca, el río desaparece, dejando amplios panes de agua donde se concentran los animales. Las áreas secas forman parte del bosque de miombo, y en las riberas de los cauces crecen herbazales con palmeras de abanico. Los nidos de termitas rompen la planicie, donde moran, entre otros, elefantes, leones y licaones, así como búfalos, leopardos, jirafas, cebras y antílopes de todo tipo. Entre las aves, grulla carunculada, picozapato y gansitos africanos. Las temperaturas oscilan entre 13 y 41 oC, según la altitud.[8]

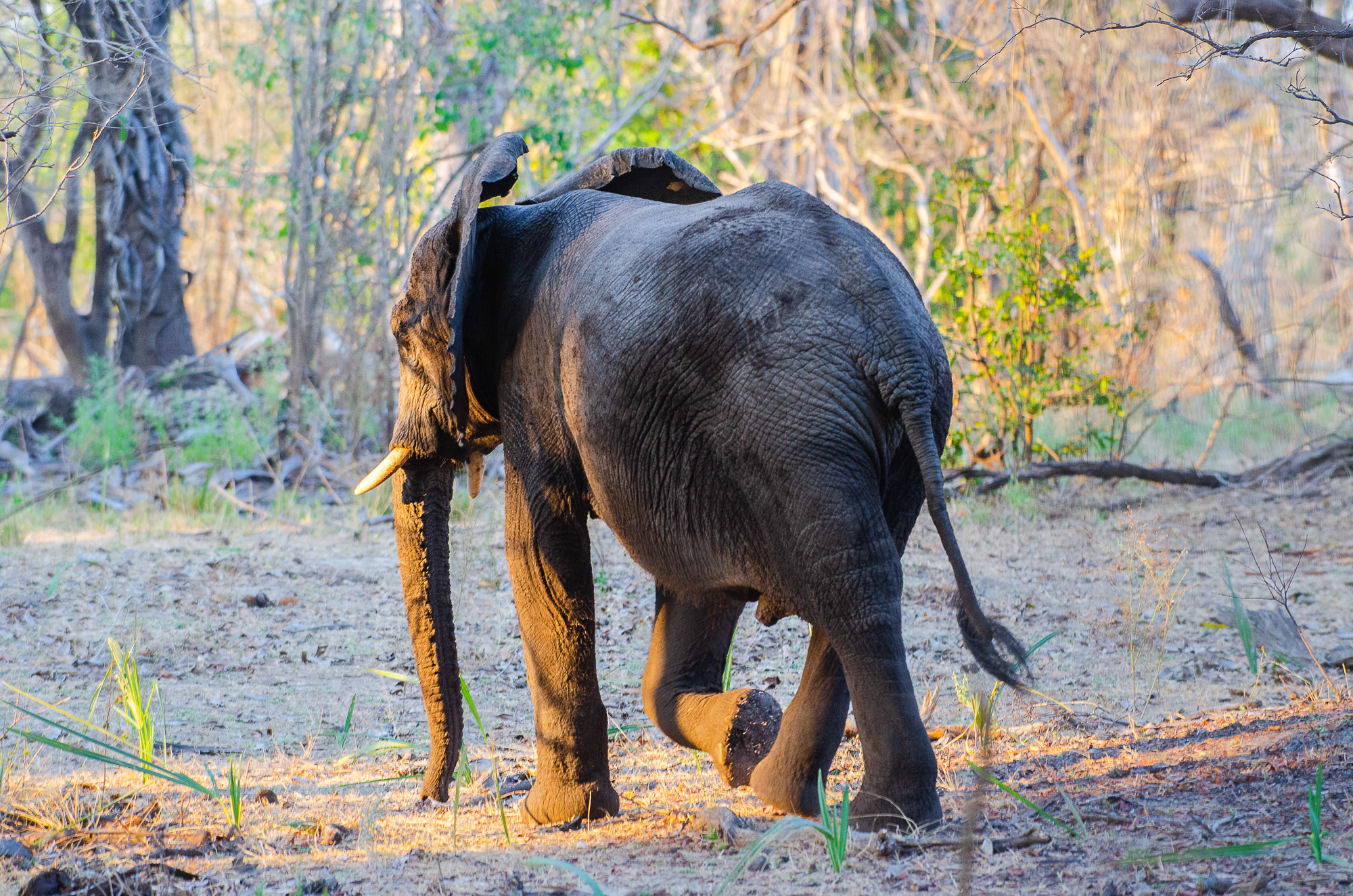
Parque nacional de Nyerere

- Parque nacional Nyerere, 31 044 km2. La mayor reserva de África y una de las mayores del mundo. En el sudeste de Tanzania, a 230 km por carretera de Dar es Salam, se creó a partir de la parte norte de la Reserva de caza de Selous en 2019. Alberga los mayores animales del continente: leones, leopardos, guepardos, elefantes, rinocerontes, jirafas, elands, cebras y toda clase de antílopes.[9] El nombre procede del padre de la patria, Julius Nyerere. Junto con Serengueti, Ngoronogor y Tarangire, se considera uno de los mejores parques de África. Su parte norte está atravesada por el río Rufiji, el más largo de Tanzania, que desemboca en el ocáno Índico y posee una población abundante de cocodrilos e hipopótamos.[10] El paisaje Selous-Nyerere, en el sur de Tanzania, se crea en 1922 como la mayor zona protegida del continente, con 50 000 km2. En 2019, casi dos tercios del parque se separan para convertirse en el Parque nacional de Nyerere, y 20 000 km2 permanecen como Reserva de caza de Selous. La altitud del parque varía entre 35 y 1450 m. Las lluvias oscilan entre 750 mm en la zona oriental y 1 250 mm en la occidental, con unas temperaturas máximas medias de 29 oC y mínimas de 21 oC.
- Parque nacional de Rumanyika-Karagwe, 247 km2. En la región de Kagera, en Karagwe, al noroeste de Tanzania. Recibe el nombre por el reino de Karagwe, del siglo XIX. Antes de 2019 era la Reserva de caza de Rumanyika Orugundu. Está formado por un profundo valle recorrido por el lento río Kishanda, que forma lagos y pantanos, con suaves laderas herbáceas con acacias. Las lluvias oscilan entre 730 y 990 mm anuales, con precipitaciones de marzo a mayo y de septiembre a diciembre, y el mes de febrero sin lluvia. Las temperaturas oscilan entre 13,7 oC y 26,2 oC de media. Hay leones, leopardos, elefantes, jirafas, hipopótamos, búfalos y antílopes, entre otros. Kishanda es también una reserva de elefantes dentro del parque, a más de 1 200 m de altitud. El río nace en Burundi y fluye hacia el este a través de Tanzania para desembocar en el río Kagera, afluente del Nilo.[11]

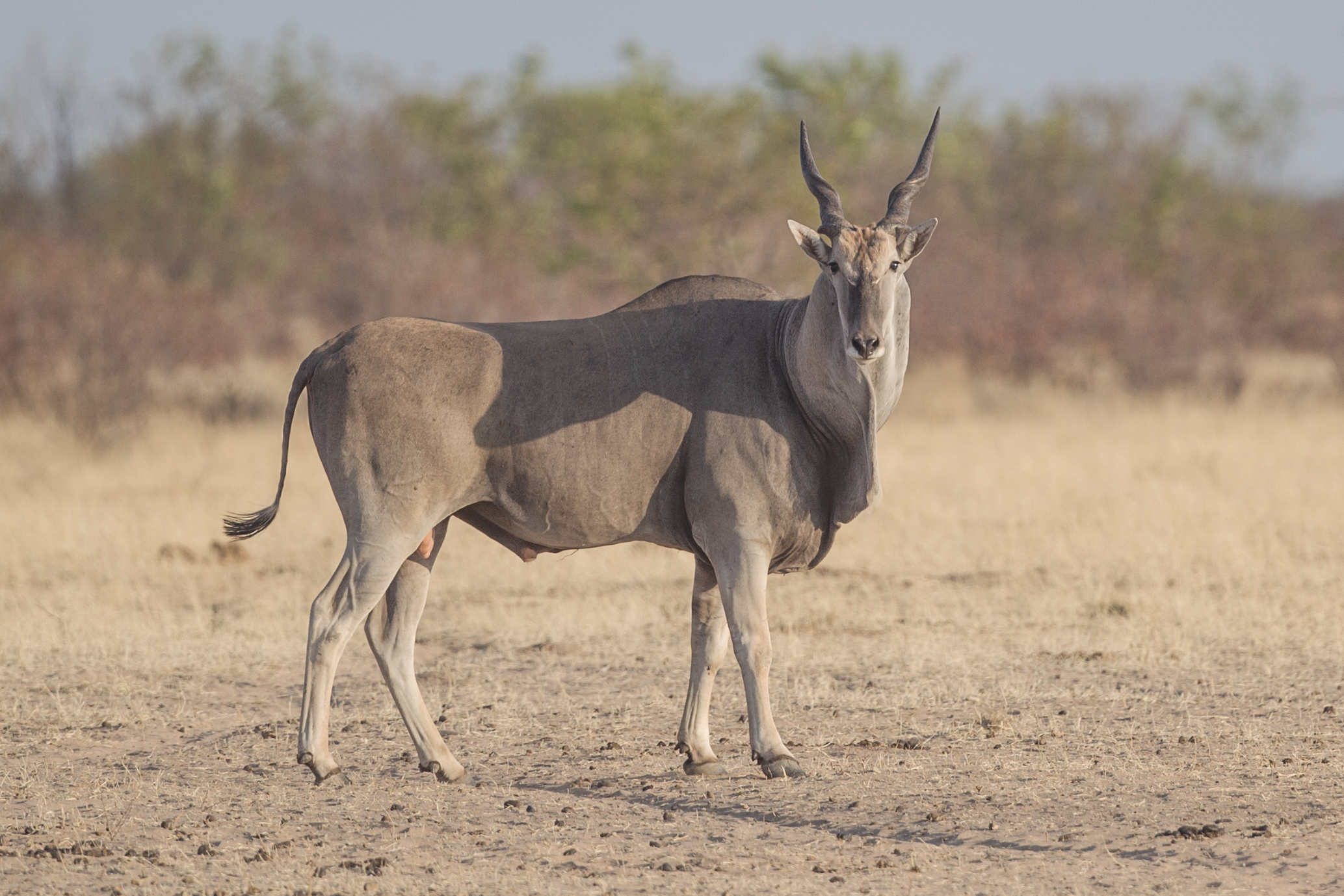
Eland, común en los parques tanzanos, en una imagen de Etosha, en Namibia.

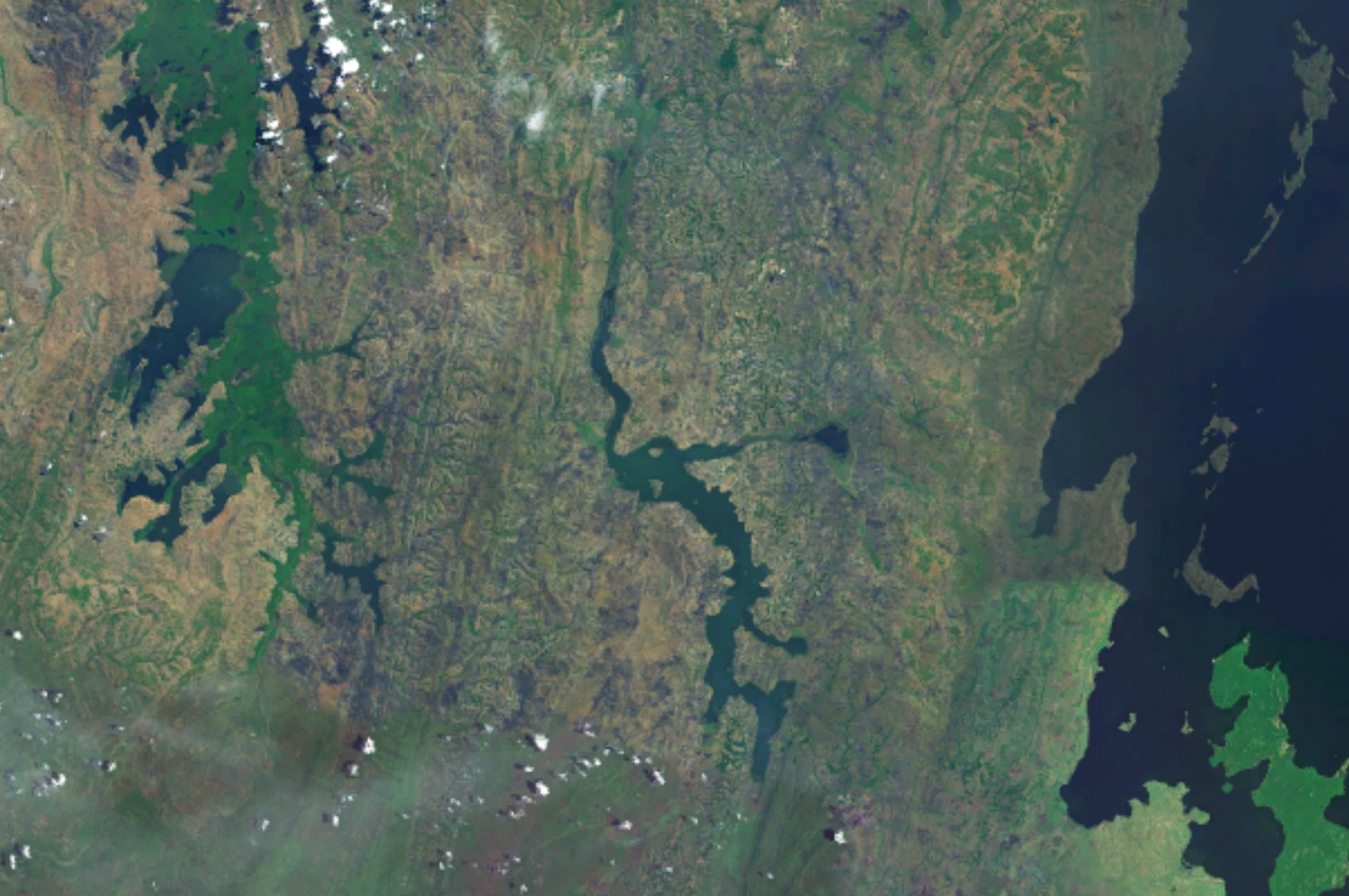
Lago Burigi

- Parque nacional de Ibanda-Kyerwa, 297 km2. Antes de 2019, Reserva de caza de Ibanda desde 1974. En la región de Kagera, al noroeste de Tanzania, distito de Kyerwa. Bordea la frontera sudoeste de Uganda  y el Parque nacional de Akagera, en Ruanda, a lo largo del río Kagera. Hay leopardos, hipopótamos, búfalos, gacelas, impalas, elands y babuinos, entre otros. Tiene dos estaciones de lluvias, entre octubre y noviembre y más abundante entre marzo y mayo, en un paisaje de sabana arbolada, llanuras, colinas, valles y ríos.[12] Es la patria ancestral del pueblo nyambo, también llamado karagwe o ragwe, cuya población supera los 700 000, y que en el siglo XIX formaban parte del reino de Karagwe.[13]
- Parque nacional de Burigi-Chato, 4 707 km2. En la región de Kagera, a orillas del lago Victoria, al este, y la frontera con Ruanda, al oeste, rodeado por el río Kagera y el lago Burigi. Fronterizo con el Parque nacional de Akagera, en Ruanda, y la Reserva de caza de Kikati, en Uganda. Por el norte, linda con el río Katungo y el Parque nacional del lago Mburo, en Uganda. Se crea en 2019 con la fusión de las reservas de caza de Burigi, Biharamulo y Kimisi. Es una región deshabitada con cientos de kilómetros de altos herbazales de sabana arbolada de miombo, sobre todo de los géneros Combretum y Terminalia, con especies de interés farmacológico como Zanthoxylum usambarense, Gardenia ternifolia, Faidherbia albida, Harrisonia abyssinica, Anona senegalensis[14] y Pappea capensis. El lago Burigi posee islas, islotes y bahías rodeadas por zonas pantanosas donde viven los antílopes sitatunga y el ave picozapato. Posee amplias colinas, escarpes rocosos, profundos valles con bosques, llanuras abiertas, pantanos, ríos y llanuras de inundación. Posee una de las mayores poblaciones del mundo de eland. También hay elefantes, leones, leopardos, jirafas, cebras, búfalos y diversos antílopes. En los ríos y el lago Burigi hay hipopótamos y cocodrilos. Se han registrado más de 300 especies de aves.[15]

## Reservas de caza
Entre las 19 reservas de caza destaca la Reserva de caza Selous, con 54 000 km². Es la mayor reserva de elefantes del mundo. Está enlazada con la Reserva nacional de Niassa, de Mozambique, mediante el Corredor de vida salvaje Selous-Niassa, formando en conjunto uno de los ecosistemas transfronterizos más grandes de África, con unos 154.000 km².

## Áreas de conservación

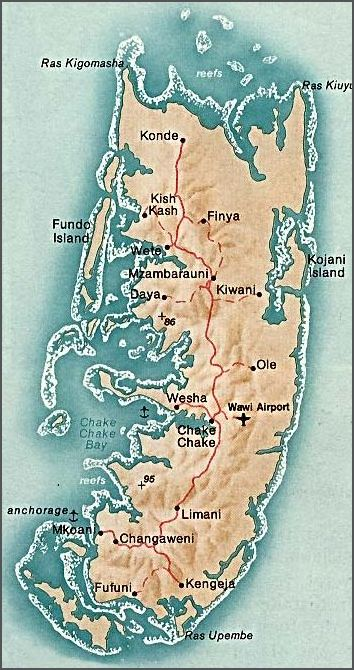
Isla de Pemba, en Tanzania.

- Canal de Pemba. Este canal, que posee la mayor biodiversidad del este de África, separa la costa oriental de Tanzania de la isla de Pemba, que forma parte del archipiélago de Zanzíbar junto con la isla de Unguja. La isla tiene una longitud de norte a sur de unos 67 km y la zona protegida es una franja que discurre junto a la orilla occidental de la isla. En la isla hay unas 360 poblaciones y unos 360.000 hab. que viven en buena media de la explotación de los manglares, el marisco, las algas y la pesca. Aun así, debido a la buena conservación de arrecifes y manglares, el gobierno de Zanzíbar declaró área protegida la costa occidental de Pemba con el nombre de PECCA: Pemba Channel Conservation Area.[16]

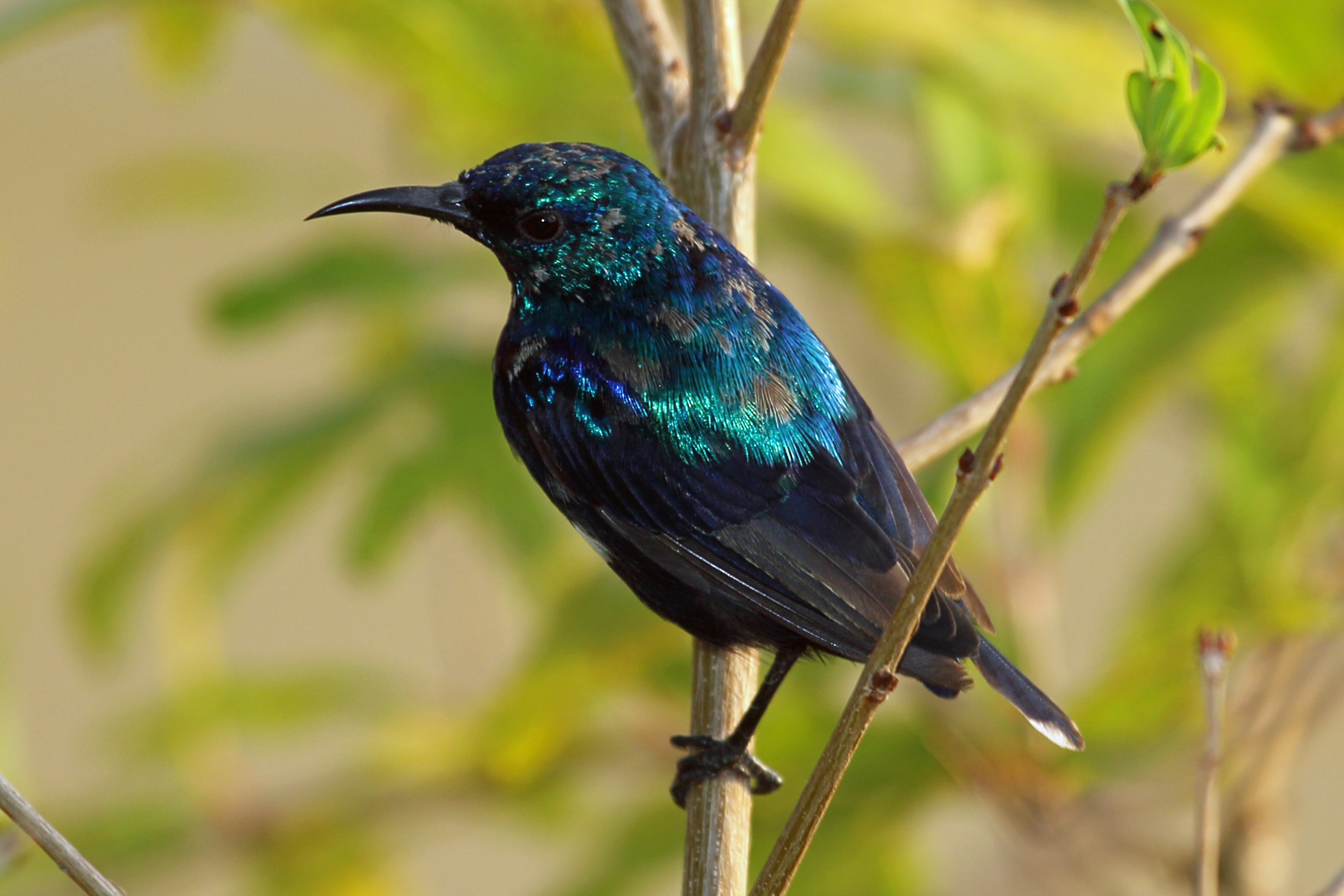
Suimanga de Pemba

- Isla de Misali, 23 km². Es una isla pequeña de 0,9 km², que se encuentra frente a la costa occidental de la isla de Pemba, en el canal de Pemba, a unos 10 km al oeste de Chake Chake (05.o14'25"S, 039.o 36'13"E).[17] Está rodeada por un anillo de coral de unos 9 km, que posee unos 42 géneros de coral y unas 244 especies de peces. Entre las especies de aves únicas figuran la suimanga de Pemba y el anteojitos de Pemba, así como un murciélago, el zorro volador de Pemba.[18]

- Área de Conservación del Ngorongoro, 8 258 km². es una de las tres divisiones que forman el distrito de Nogorongoro en la región de Arusha. Incluye el cráter del Nogorongoro, las llanuras del Serengeti, que incluye unos 2 millones de especies migratorias del ecosistema Seregeti-Mara[19] y el bosque de la cuenca y la Reserva forestal de las tierras altas del Norte (Northern Highland Forest Reserve (NHFR), además de comprender al sitio arqueológico y paleontológico de la garganta de Olduvai, lo que hace que la zona sea denominada patrimonio de la humanidad y reserva de la biosfera de la Unesco.

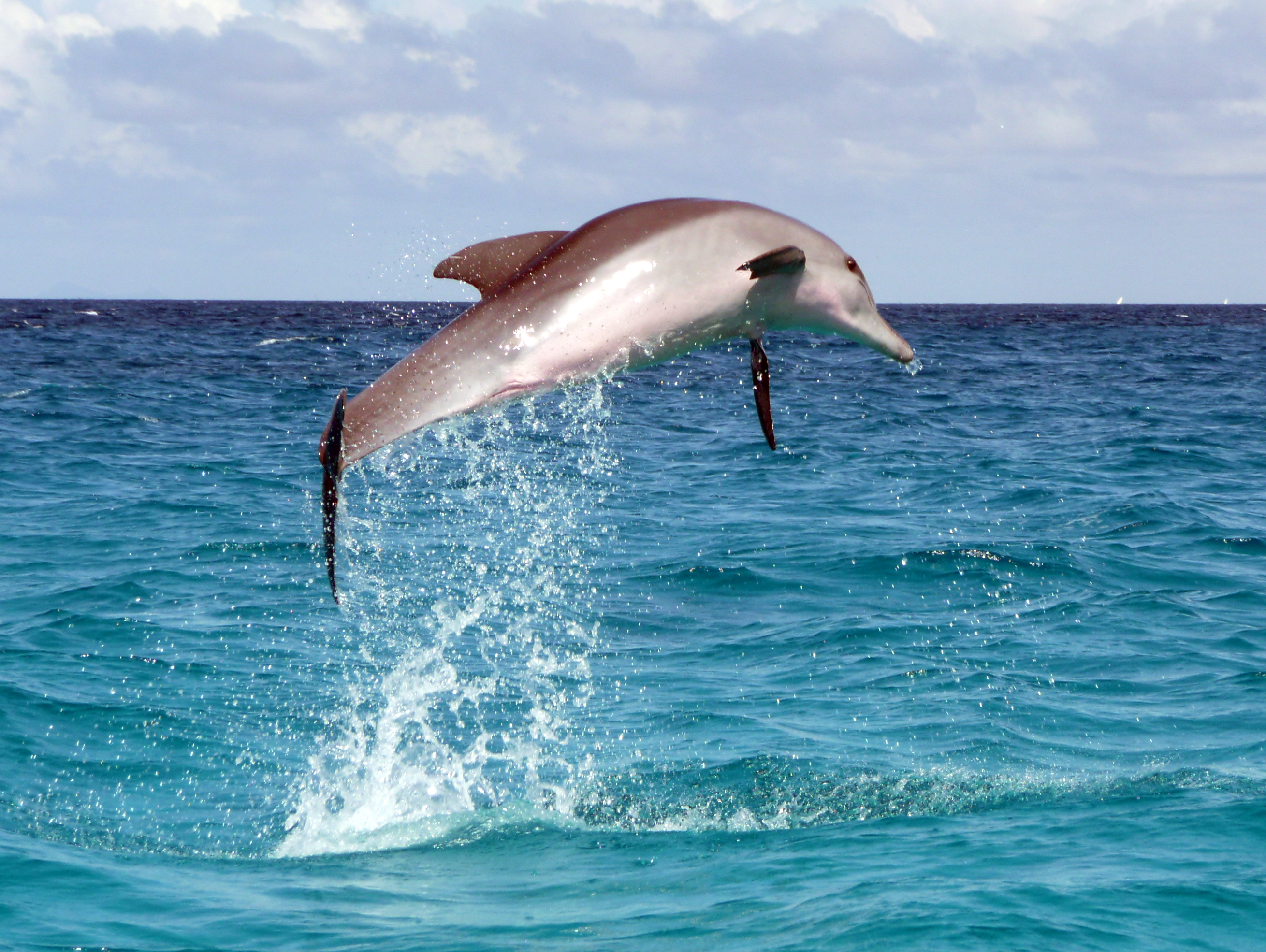
Delfines en la bahía de Menai

- Bahía de Menai, 475,5 km². En el sudoeste de la isla de Zanzíbar, es la mayor área protegida de Tanzania. Rica en arrecifes de coral, peces tropicales y bosques de manglares. La protección implica el control ilegal de la pesca, replantación de mangles y turismo. Hay 19 poblaciones en el área protegida con unas 17 000 personas. Es notable la presencia de delfines de los géneros Tursiops (nariz de botella) y Sousa. En la zona protegida hay numerosos islotes (Pungume, Kwale, Komonda, Nyemembe, Miwi, Vundwe, Tele Kubwa y Nguruwe, entre otros) y unos 61 km de costa.[20] Unida a la isla principal, Unguja, por una carretera que discurre entre manglares, se encuentra la isla privada de Uzi.[21]

## Reservas naturales

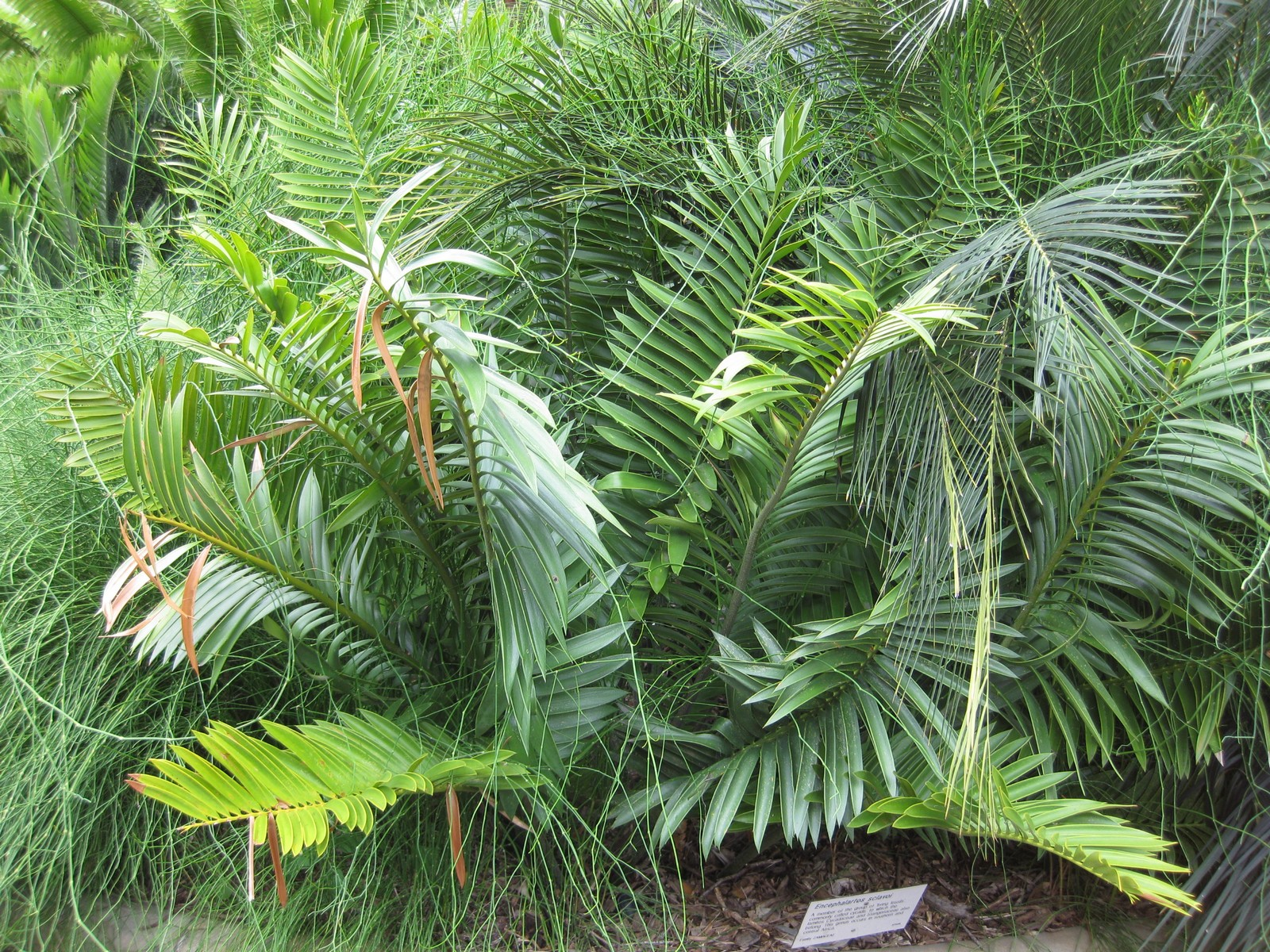
Ejemplar de Encephalartos sclavoi, endémica de Shume Magamba, fotografiada en el jardín botánico de Sídney.

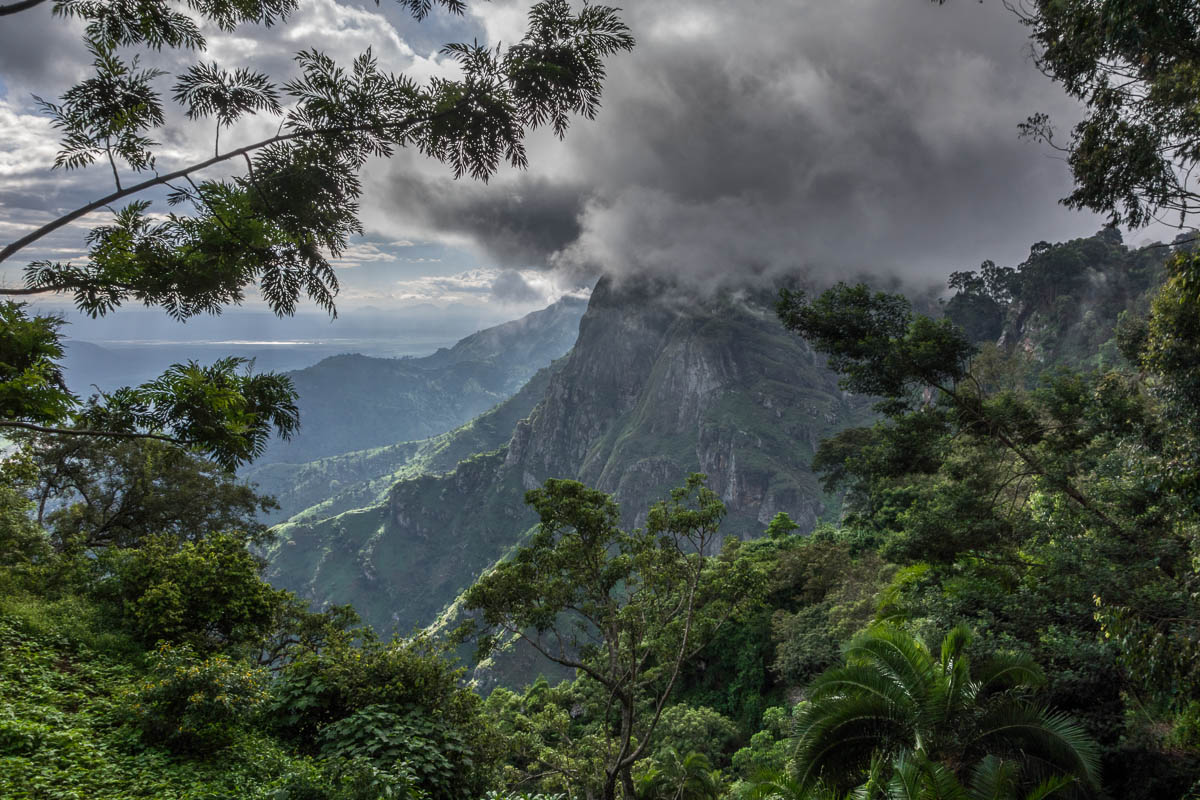
Montañas Usambara occidentales

### Zona norte
- Shume Magamba, 132,6 km². Al nordeste de Tanzania, en la parte occidental de las montañas Usambara, una zona forestal en el monte Sungwi. Posee la única población conocida de una cícada endémica, Encephalartos sclavoi, de la que solo quedan unos 50 ejemplares entre 1800 y 2100 m de altitud. Las montañas del arco oriental de Tanzania y sur de Kenia forman parte de los 25 ecosistemas más amenazados del mundo, con la peculiaridad de que aquí se encuentra la mayor densidad de plantas y vertebrados endémicos por 100 km² de los 25 puntos calientes del planeta. En esta región se han descrito más de 150 plantas medicinales y 76 especies comestibles.[22]

- Nilo, 60,15 km². La Nilo Nature Forest Reserve (NNFR) se encuentra al noroeste de las montañas Usambara orientales, en los distritos Korogwe, Muheza y Mkinga en la región de Tanga. Es el segundo bloque de bosque continuo después de la Reserva natural de Amani. Tiene forma de Y. La reserva está incluida en el East Usambara Man and Bioshere reserve (EUMAB) por su gran biodiversidad. Está rodeada por 17 poblaciones de distintas etnias. Destacan como lugares turísticos el pico Nilo (1 506 m), seguido de Lutindi (1400 m) desde donde se puede ver el 90% de la reserva; el Holy water Point, y las cataratas Tuvui.[23]

- Amani, 83,8 km². En el extremo meridional de las montañas Usambara orientales, consiste en un frondoso bosque de tierras bajas caduco y semi-caduco en la región de Tanga, cerca de la reserva forestal de Nilo, a la que podría unirse por el corredor de Derema. Entre los 300 y los 1 128 m de altitud del pico Kimbo, con una meseta central a 980 m, se halla a solo 40 km del océano Índico y es zona más húmeda de las reservas de los montes Usambara, con más de 100 mm de lluvia la mayoría de los meses, sobre todo entre abril-mayo y octubre-diciembre. El Jardín botánico de Amani, de 1902, es de los más antiguos de África. Usambara es famoso por las violetas Saintpaulia, presentes en la reserva, donde se dice que hay más de dos mil especies de plantas por hectárea (en Usamabara hay catalogadas 3 450 especies).[24]

- Chome, 142 km²[25]

### Zona oriental

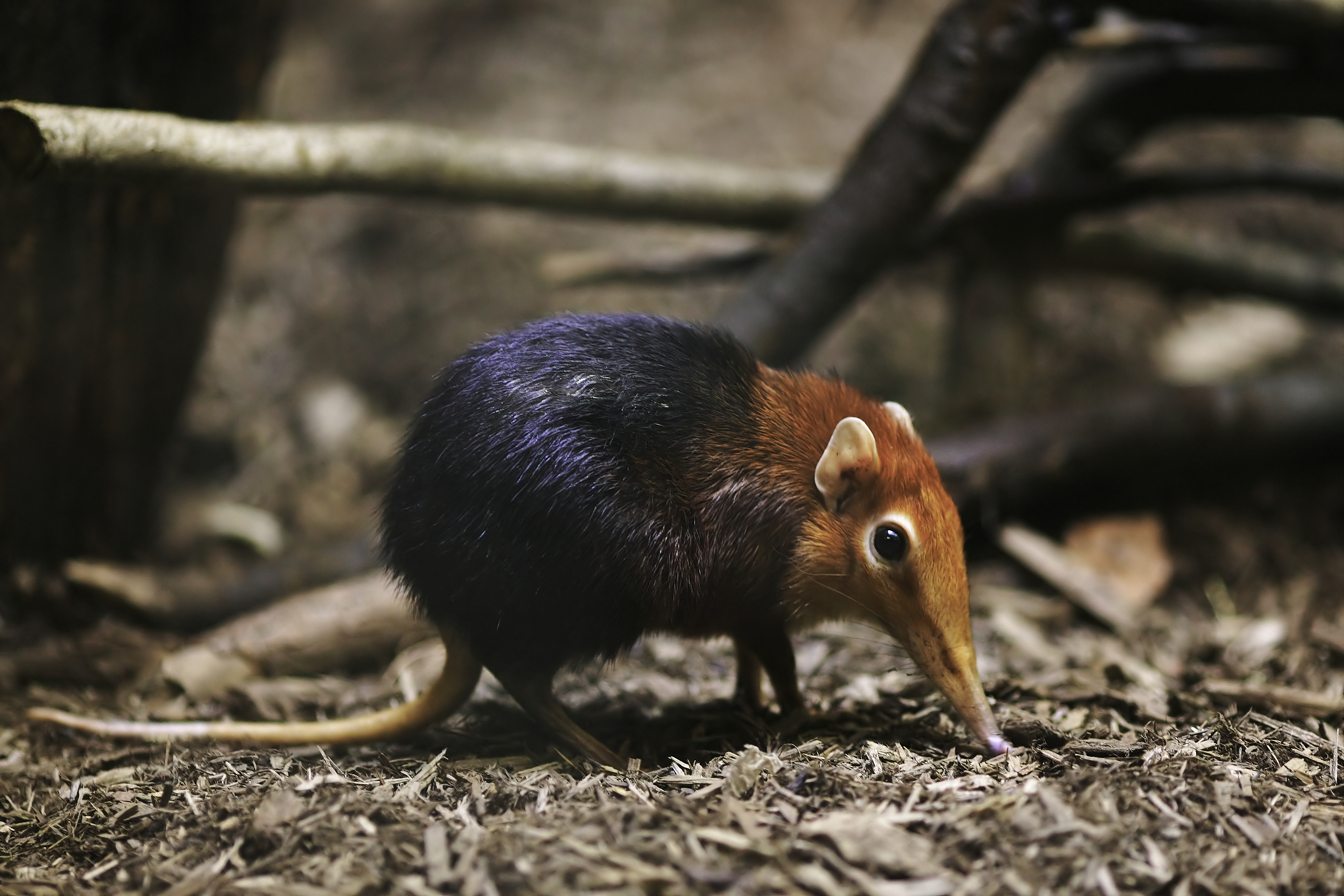
Musaraña elefante de Peters, especie amenazada que se encuentra en Uluguru. Puede alcanzar los 28 cm de longitud y pesar 700 gramos.

- Uluguru, 250 km². Situada en la cresta de las montañas Uluguru, al sur de Morogoro, comprende las reservas forestales de Uluguru norte y sur, y Bunduki I y II, junto con el corredor de Bunduki. Se extiende de sur a norte a lo largo de 197 km, abarca 67 poblaciones y más de 90 000 personas. Se alza abruptamente a unos 46 km de la costa, entre los 300 y los 2600 m de altitud, y posee tres tipos de bosque: submontano, por debajo de 1 500 m, montano, entre 1 600 y 2 400 m, y alpino, por encima de 2 400 m, además de praderas con zonas pantanosas en la meseta de Lukwangule. Se han encontrado unas 135 plantas endémicas y numerosos animales únicos. La reserva incluye lugares sagrados para las tribus locales, y vistas espléndidas desde las cimas Kimhandu, la serranía Kitumbaku, los picos Lupanga y Bondwa, y atracciones como las cascadas Kibwe y Hululu.[26] El área original del bosque de Uluguru era de 527 km², pero el 60% se ha perdido. En la vertiente oriental caen unos 1200 mm de lluvia anual, mientras en la vertiente occidental caen entre 2900 y 4 000 mm, con unas temperaturas medias que oscilan entre los 21 y los 26.oC, debido a encontrarse entre las latitudes 7.o y 8.o S. Entre las aves hay cinco especies amenazadas, dos de las cuales son únicas: el gladiador de las Uluguru y el suimanga de Loveridge. Entre los mamíferos, hay dos especies de musarañas endémicas y tres especies amenazadas, el gálago de Zanzíbar (un tipo de simio), la musaraña elefante de Peters y el pequeño antílope duiker de Abbott. Hay seis especies de reptiles endémicos (lagartos) solo en el bosque de Kibonza, cinco especies de anfibios y numerosos invertebrados de los que la mayoría son endémicos.[27]

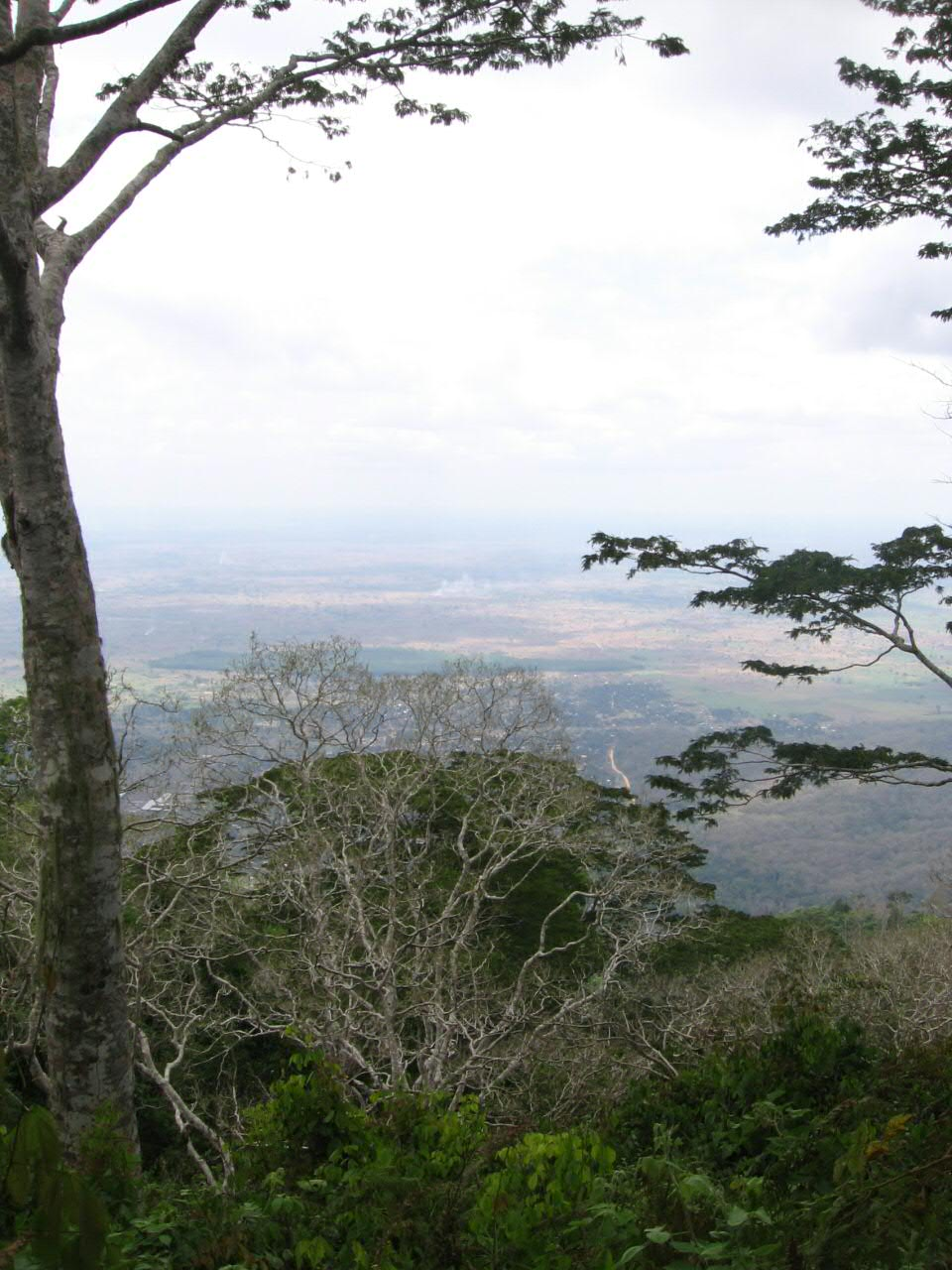
En el valle de Kilombero, bajo las montañas Udzungwa, se produce la mayor parte del azúcar que se consume en Tanzania.

- Kilombero, 1 345 km². Es el resultado de la unión de tres reservas, Malundu, Iyondo y parte del escarpe de Kilombero Occidental, en las montañas Udzungwa. Está rodeada por 21 poblaciones con unos 78 800 hab. que viven de la ganadería y la agricultura de subsistencia, ayudados por la pesca. En la zona caen desde 1 350 mm de lluvia anuales, en las zonas bajas, hasta 2 000 mm en las altas, entre noviembre y abril. En las zonas más altas y húmedas, se encuentra bosque neblinoso (dominado por la comunidad Cassipourea/Cola/Craterispermum en el escarpe) con manchas de bambú y praderas alpinas. Entre los árboles del bosque montano: Cassipourea gummifla, Maesa lanceolata y Neoboutonia macrocalyx, Podocarpus sp, Aphloia sp. y Cola sp. En el bosque de las zonas bajas, los grandes árboles Khaya anthotheca y Milicia excelsa, que proporciona la madera del iroko. Las riberas están dominadas por Syzygium cordatum, junto con Bridelia micrantha, Faurea sp, Khaya anthotheca, Milicia excelsa y Rauvolfia caffra. Entre la fauna hay diez especies de primates, de los que seis son cercopitecos. Son endémicos el Cercocebus galeritus sanjei, pariente del mangabeye del río Tana, y el Procolobus badius gordonorum, pariente del colobo rojo occidental. En los límites del bosque pueden verse papiones, mono verde y gálago de cola ancha.[28]

### Tierras altas meridionales
- Rungwe, 154,5 km². En la región de Mbeya, al sudoeste de Tanzania, cubre una buena parte del monte Rungwe (2 981 m), a 25 km de Mbeya y 7 km de Tukuyu. En su interior se encuentra el lago Lusiba, a 2 400 m de altitud, por debajo del cinturón del bambú. Se puede considerar un área sagrada para las comunidades de los alrededores. Protege un bosque tropical montano con una rica biodiversidad y especies endémicas, entre ellas dos primates amenazados, el kipunji y el gálago enano de Rungwe[29] El duiker de Abbott también se preserva en esta zona. La montaña es lo que se llama una torre de agua que alimenta numerosos ríos, que fluyen hacia el lago Niassa.[30]

## Sitios Ramsar
Los cuatro sitios Ramsar de Tanzania, que forma parte de la Convención Ramsar desde el año 2000, cubren una extensión de 48 684,24 km². La totalidad de humedales cubre en Tanzania unos 88 500 km², el 10 % del territorio. En general, están amenazados por la expansión y la intensificación de la agricultura, los cambios en las cuencas hidrográficas, el desarrollo de la energía hidroeléctrica, la pérdida de hábitats, la sobreexplotación de las tierras y los hábitats acuáticos por el pastoreo, y la pérdida de vida salvaje de las llanuras aluviales. 

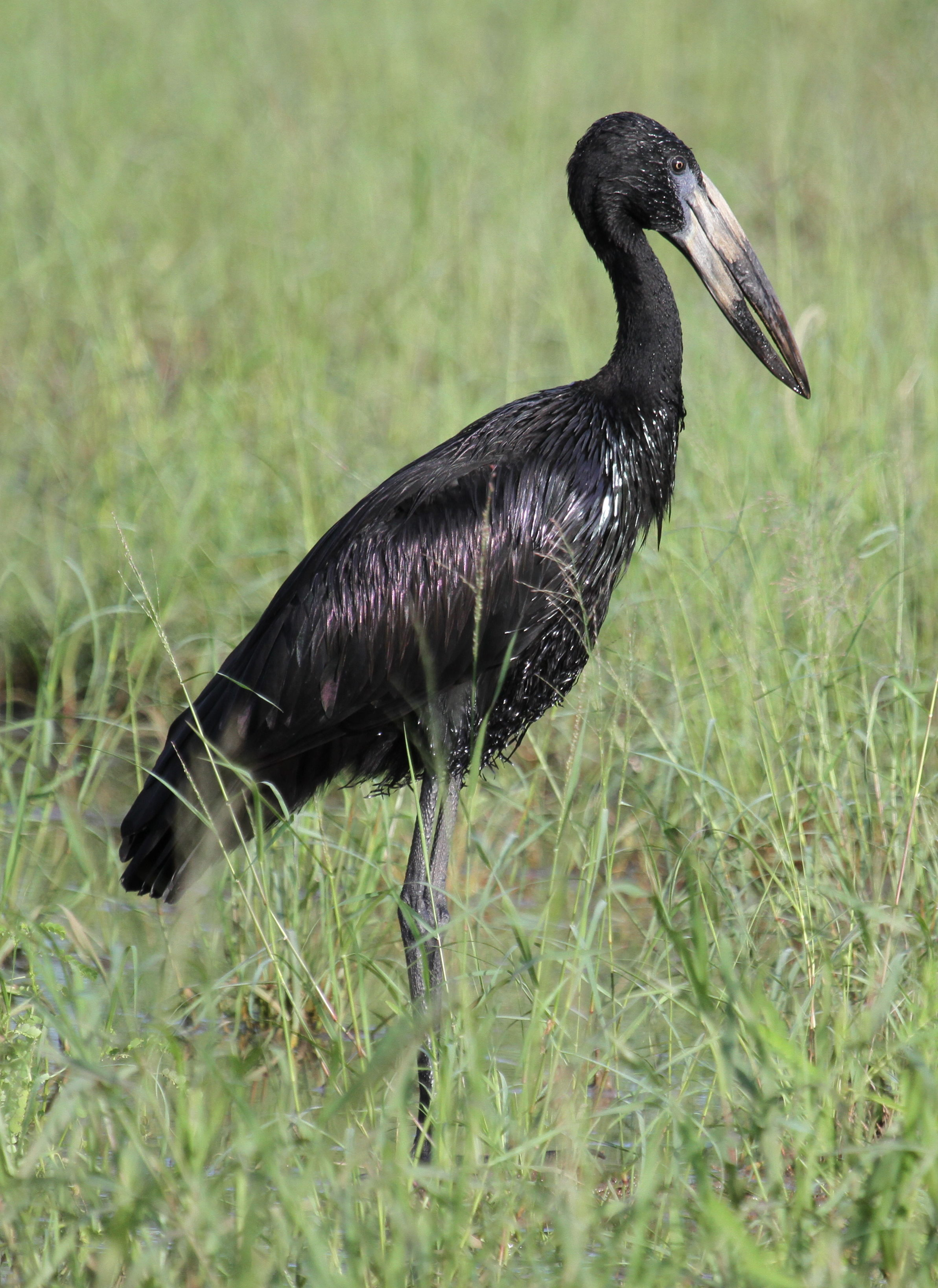
Picotenaza africano

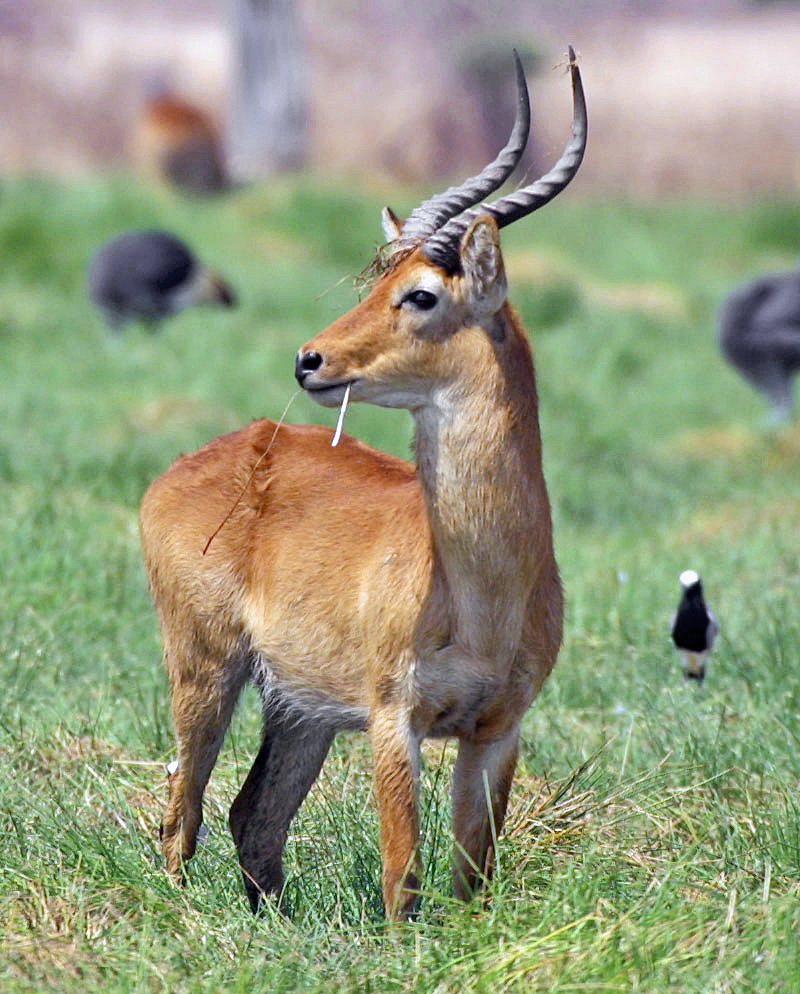
Antílope pucú, la mayor parte de los cuales viven en el valle de Kilombero.

- Llanuras inundables del valle de Kilombero, 7 967 km², 08°40′S 36°10′E. En el distrito de Kilombero, en el sudoeste de Tanzania, el río Kilombero, también llamado Ulanga, es un afluente del río Rufiji, que fluye hacia el norte desde las sierras de la vertiente oriental del Rift. El valle está orientado de sudoeste a nordeste, entre los escarpes boscosos de las montañas Udzungwa, que culminan a 2 250 m, en el noroeste, y los montes Mahenge, al sur. Los numerosos tributarios dividen la llanura en una red de canales en el centro de la llanura. La zona pantanosa permanente, de 45 km de longitud, se extiende hasta 4 km de distancia de la orilla oeste del río Kihansi, que tiene aguas arriba el embalse de Kihansi. Hacia el sur, el río desciende 40 m a lo largo de 210 km. En Ifakara, el valle se estrecha hasta 4 km donde los ríos se unen en el Ulanga. El sitio Ramsar acaba después, donde empieza la reserva de caza de Selous. En el humedal se encuentra el 75% de la población mundial del antílope pucú, poblaciones importantes de colobo rojo de Udzungwa y tres especies endémicas de aves: el tejedor de Kilombero y dos especies de cistícolas no descritas. Durante la estación seca provee refugio al pucú, al elefante africano, al hipopótamo y al búfalo africano, que recorren los ecosistemas Selous-Kilombero, y dos especies de peces, Citharinus congicus y Alestes stuhlmanni, que dependen de las llanuras de Kilombero para desovar. También hay más del 1% de la población global de picotenaza africano, avefría coroniblanca y rayador africano. Por lo demás, este ecosistema es crucial para la supervivencia de todo el ecosistema de la cuenca del río Rufiji.[31][32]

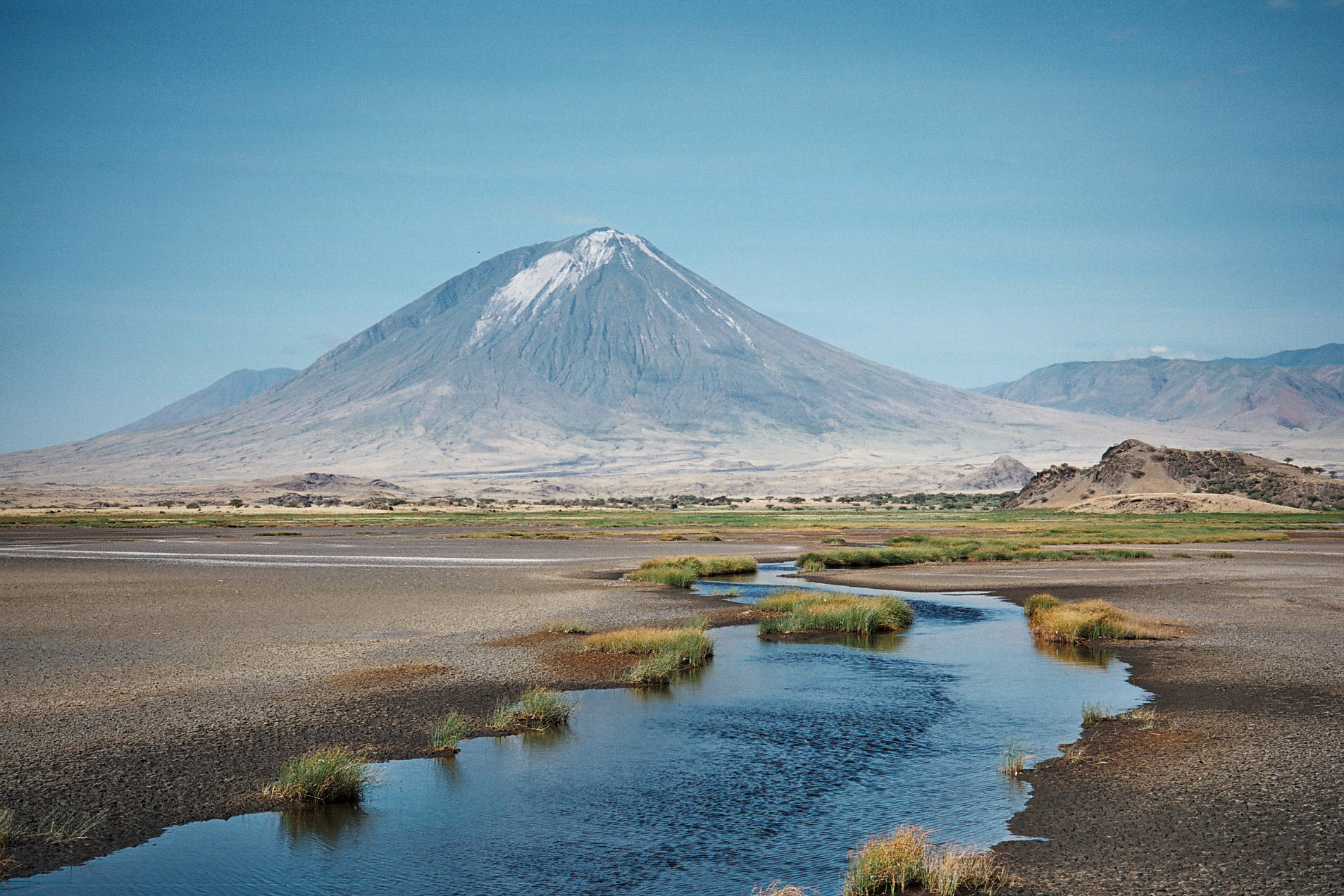
El volcán Ol Doinyo Lengai, al sur del lago Natrón.

- Cuenca del lago Natrón, 2 248 km², 02°21′S 36°00′E. Situado en el norte de Tanzania, muy cerca de la frontera con Kenia, el lago, casi seco, de 600-800 km², tiene un máximo de 57 km de largo y 22 km de anchura, dependiendo de la lluvia, que es irregular y que de media es de unos 800 mm anuales entre diciembre y mayo. Las temperaturas superan los 40.oC con frecuencia. Está alimentado por fuentes termales y por el río Ewaso Meridional, pero la elevada evaporación ha saturado las aguas de natrón (carbonato de sodio decahidratado) y trona (un complejo carbonato y bicarbonato hidratado de sodio), con una alcalinidad que puede superar un pH de 12. Los alrededores están formados de lavas del Pleistoceno. La superficie del lago, de color rojizo, se debe a los microorganismos que cubren la costra de sal. En la superficie, se pueden alcanzar los 60.oC, que solo pueden soportar ciertas algas endémicas, invertebrados y algunas aves, como los 2,5 millones de flamencos enanos que anidan en él y que se reúnen en bandadas en los lagos salinos de la cuenca para alimentarse de espirulina. También hay flamenco común en las llanuras de marea. Anidan en las islas de evaporita. Hay dos especies endémicas de peces que son tilapias de ambiente salino: Alcolapia latilabris y Alcolapia ndalalani.

- Humedales de Malagarasi-Muyovozi, 32 500 km², 05°00′S 31°00′E. En el noroeste de Tanzania, en las regiones de Kigoma,  Shinyanga y Tabora. Un área tan extensa posee una elevada diversidad. En ella hay unas 50 especies endémicas de peces, aves en peligro como el picozapato y la grulla carunculada, y antílopes como el sitatunga, adaptado a las regiones pantanosas. El humedal es una vasta y compleja llanura de inundación en la cuenca del río Malagarasi, sobre la que fluyen cinco ríos: Kigosi, Malagarasi, Gombe, Muyovozi y Ugalla, que drenan, juntos, unos 9,5 millones de ha, unos 95.000 km², que forman el 30% de la cuenca del lago Tanganika. También hay tres lagos: Nyamagoma, Sagara y Lumbe. Las actividades humanas, pesca, caza, recolección de miel y productos forestales, ganadería, a los que se han añadido los campos de refugiados procedentes de Burundi de larga duración (Nyagarusu, 65 090 hab.;[33] Nduta, 84 180 hab., y Mtendeli, 33 807 hab. en julio de 2019),[34] amenazan el ecosistema.[35] La vegetación está formada en un 65% por bosque de miombo, el resto son sabanas arboladas, llanuras de inundación, pantanos permanentes (1 300-1 600 km² cubiertos en más de la mitad por papiros) y matorral. Incluye tres grandes reservas de caza, Kigosi, Muyovozi y Ugalla (24 500 km²), y las reservas forestales de Mpanda Line, Uganda y Swangala (unos 6 500 km²). El áreas recibe entre 800 y 1 000 mm de lluvia anuales entre noviembre y diciembre, y entre marzo y mayo.[36]

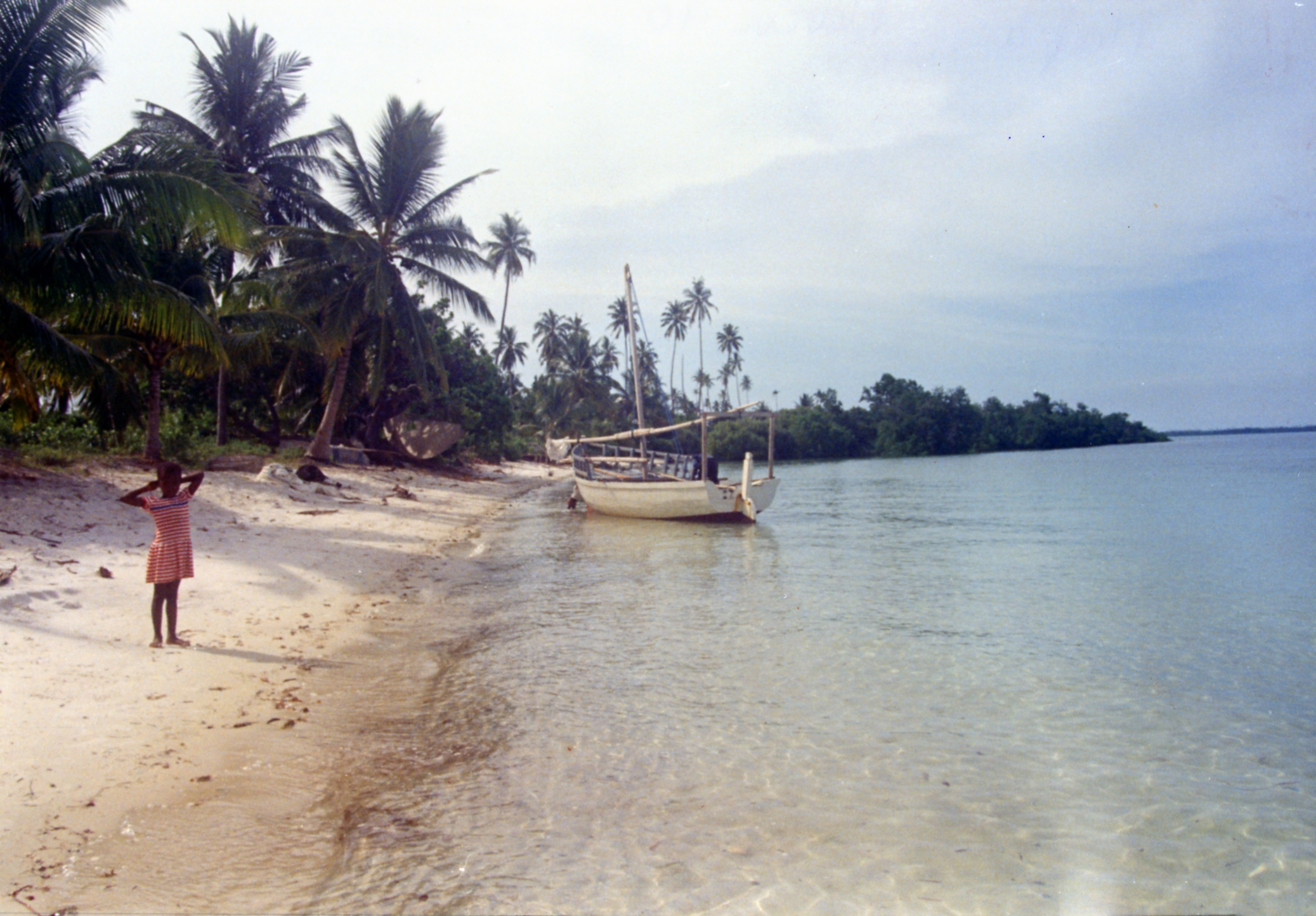
Isla de Mafia, en Tanzania

- Sitio Ramsar marino de Rufiji-Mafia-Kilwa, 5.969 km², 08°08′S 39°38′E, al sudeste de Tanzania. Forma parte del ecosistema marino Rufiji-Mafia-Kilwa Seascape, que cubre una superficie de 9 000 km² en la costa central de Tanzania. Incluye el sistema de manglares más amplio del este de África, el delta del río Rufiji y una extensa área de arrecifes de coral en las islas Mafia y Songo Songo. El delta del Rufiji incluye mayoritariamente las especies Rhizophora mucronata, Sonneratia alba y Ceriops tagal, mientras que Avicennia marina y Bruguiera gymnorrhiza aparecen menos. El sitio Ramsar incluye el delta, el hábitat costero, las barras de arena, los arrecifes coralinos y las pequeñas islas que rodean las de Mafia y Songosongo. El mayor grupo étnico del delta son los wandengereko, seguido de los wanyagatwa y los wamatumbi.[37]

## Reservas de la biosfera

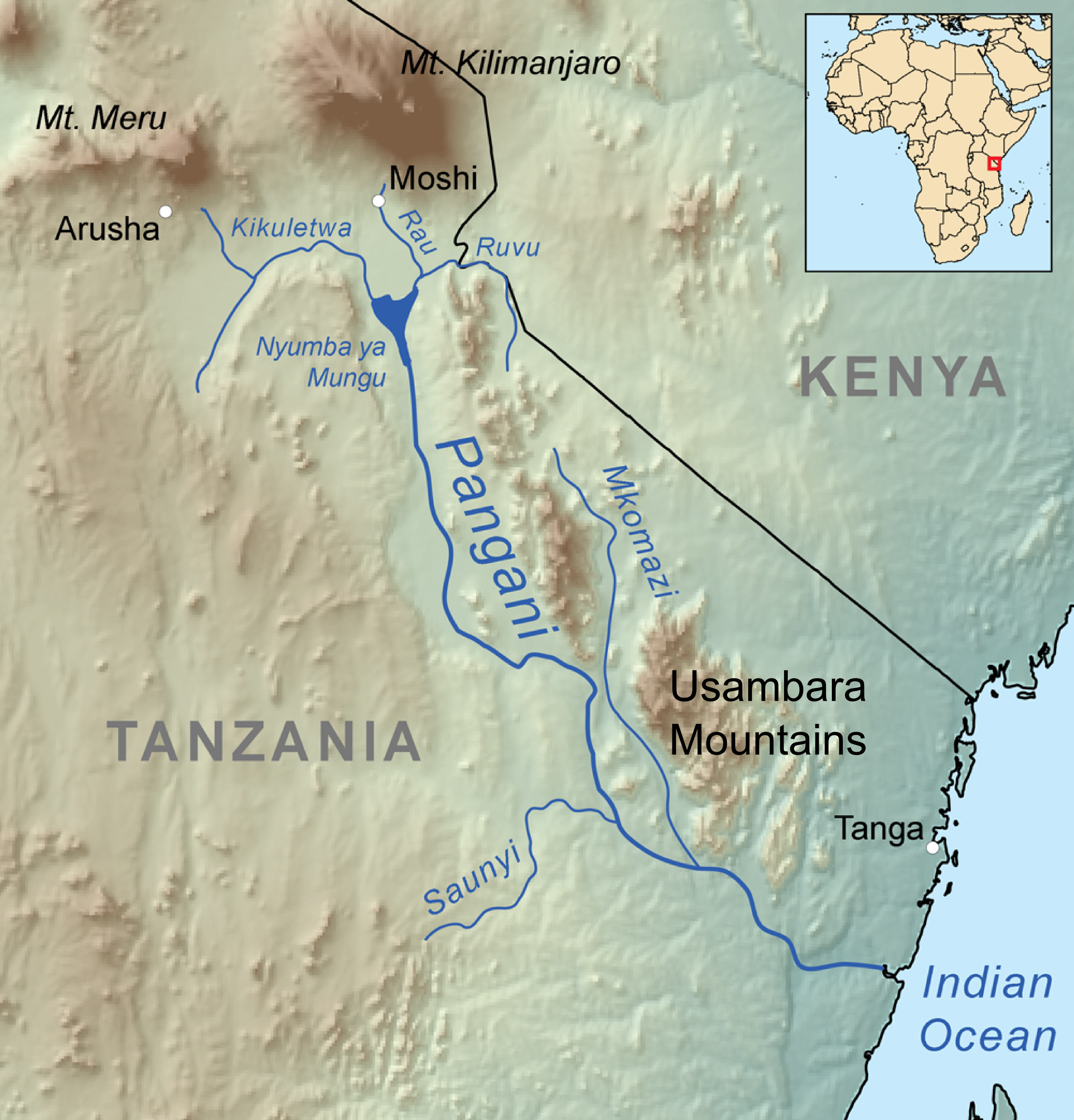
Mapa de las montañas Usambara, en Tanzania

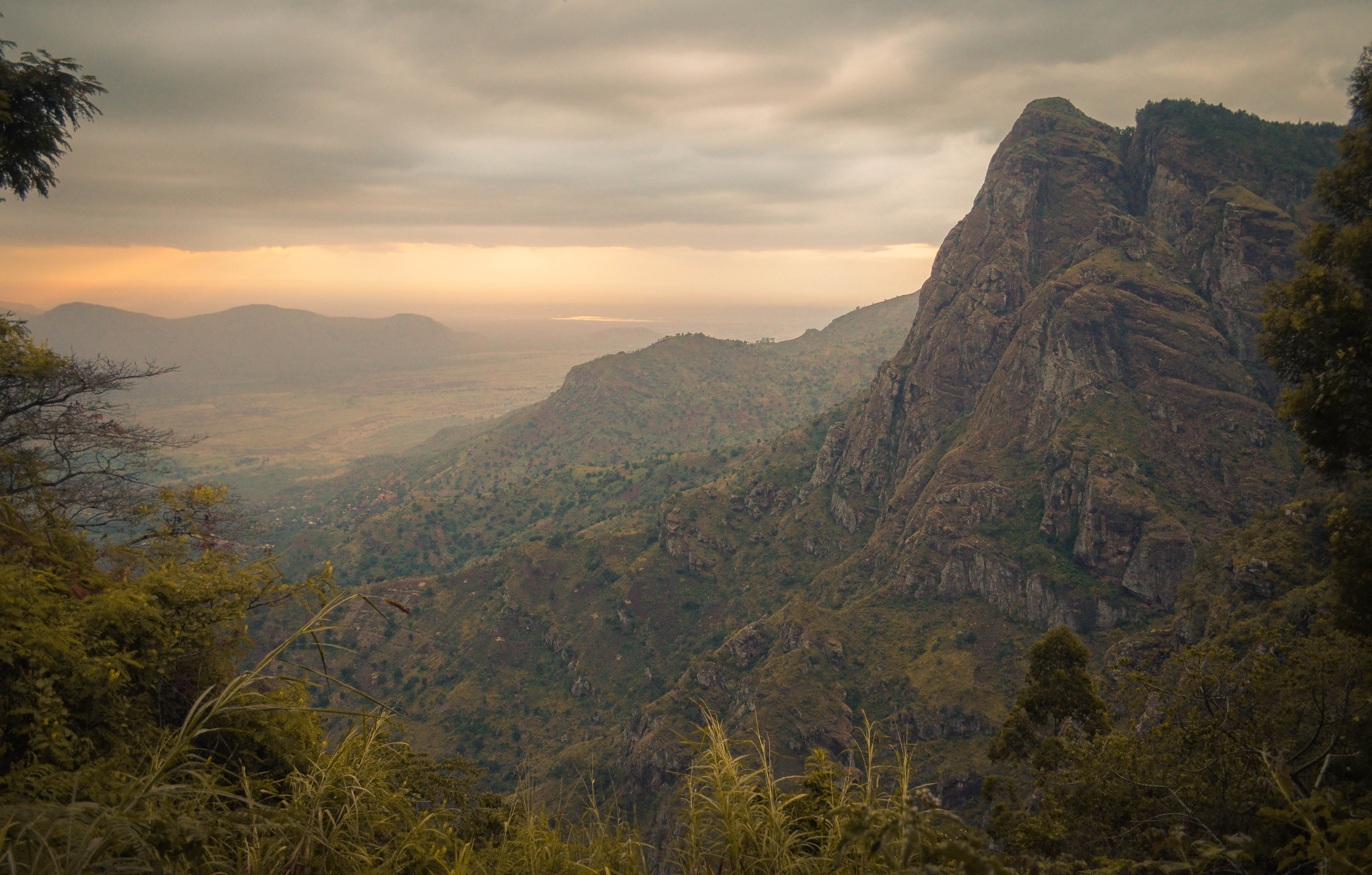
Montañas Usambara

- Serengeti-Ngorongoro, 38 368 km2. Fue creada en 1981 con la unión del Parque nacional de Serengueti y el Área de conservación del Ngorongoro en el norte de Tanzania. Alberga en torno a 1,5 millones de ñúes, 900 000 gacelas de Thomson y 300 000 cebras, además de topis, jirafas, rinocerontes, antílopes y primates. Los grandes hervíboros soportan a los cinco depredadores principales: leones, leopardos, guepardos, hienas manchadas y licaones. Asimismo, en la reserva vive el pueblo masái. Las llanuras del Serengeti están formadas en su mayoría por rocas cristalinas cubiertas de cenizas volcánicas, con numerosos inselbergs. La altitud en Serengueti oscila entre 920 y 1 850 m[38] en una ecorregión conocida como pradera volcánica del Serengueti. El cráter de Ngorongoro, de 16-19 km de diámetro y una cresta que se eleva de 400 a 600 m, se convierte casi en un desierto en época seca, pero cuando las lluvias caen de noviembre a mayo, y en un periodo más corto de marzo a mayo, se convierte en una pradera de altas hierbas de gran rendimiento para los hervíboros. Caren unos 700 mm en el cráter y unos 1 500 mm en las cresta del volcán. Hay algunos bosquetes a lo largo de los ríos, y en las zonas más elevadas hay malezas y residuos de bosque montano. El área de conservación completa del Ngorongoro cubre 8 292 km2 y oscila entre 1 020 y 3 587 m de altitud. Hay más de 60 000 pastores masái solo en esta área. Se han registrado unas 560 especies de aves.[39][40]
- Reserva de la biosfera del lago Manyara, 3476 km2.[41]
- Reserva de la biosfera de Usambara Oriental, 905 km2. En la parte oriental de las montañas Usambara. Es una parte del Arco montañoso Oriental de Kenia y Tanzania, del que forman parte los montes Usambara. La reserva está en la región de Tanga. Se crea en 2000 bajo la jurisdicción de tres distritos: Korogwe, Muheza y Mkinga. Viven en la reserva unas 270 000 personas, de la ganadería y en pequeñas granjas. Es uno de los 34 puntos calientes del mundo y su vasta gama de especies es comparada con la de las islas Galapagos. La reserva se divide en tres zonas de gestión diferentes. En el núcleo hay 14 reservas forestales protegidas con una alta concentración de flora y fauna. Las zonas colchón poseen bosques de plantación combinado con bosques naturales y bosques reserva de las poblaciones. Hay un área de transición con las plantaciones de té y de sisal que pertenecen a unas 80 poblaciones. Hay zonas de bosque tropical con especies perennes como Cephalosphaera usambarensis y Allanblackia stuhlmannii, bosque lluvioso tropical submontano, sabana arbolada con Combretum spp. y Annona spp., zonas agroforestales, zonas de ganadería y áreas urbanas. Hasta la creación de la reserva, el ritmo de deforestación era muy alto.[42]

## Patrimonio de la humanidad
- Área de conservación del Ngorongoro, 8 094,4 km2
- Parque nacional Serengueti, 14 763 km2
- Reserva de caza de Selous, 51 200 km2
- Parque nacional del Kilimanjaro, 755,7 km2